# Hawley, Pennsylvania
Hawley är en ort i Wayne County i delstaten Pennsylvania. Orten har fått namn efter Irad Hawley som var direktör för kolföretaget Washington Coal Company. Enligt 2010 års folkräkning hade Hawley 1 211 invånare.